# アブドゥル・ガニ・バラダル

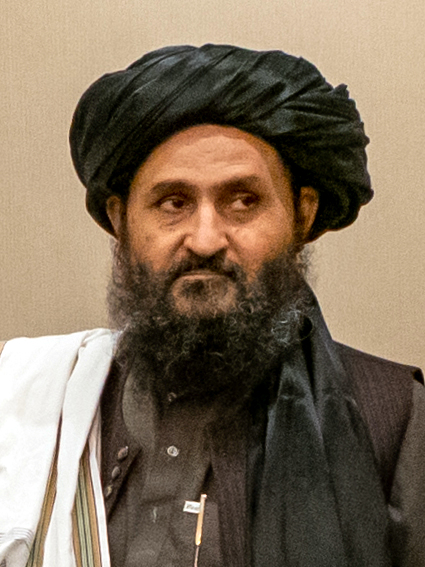
アブドゥル・ガニ・バラダル

ムッラー・アブドゥル・ガニ・バラダル（ダリー語: عبدالغنی برادر アブドゥル・ガニー・バラーダル、 Abdul Ghani Baradar、 1968年 - ）は、ムッラー・バラダル・アフンドやムッラー・ブラザーとも呼ばれ、アフガニスタンのターリバーン（タリバン）の共同創設者である。2021年9月7日に公表されたターリバーンによる暫定政権において副首相を務めている。
ターリバーンの初代最高指導者ムハンマド・オマルの副官だった。2010年2月にパキスタンで軍情報統合局(ISI)とCIAの合同チームによって逮捕されたが、2018年10月24日にアメリカ合衆国の要請により釈放された。2021年にターリバーンが復権したことによりアフガニスタンに帰国した。
2021年9月15日、Time 誌はバラダルを「2021年の最も影響力のあった100人（リーダー部門）」に選出した。

## 表記
「バラダル」は「バラダール」とも表記される。日本の報道では「バラダル師」と表記することが多い。研究機関や、一部メディアは「バラーダル」と表記することがある。

## 経歴
バラダルは1968年、アフガニスタンのウルーズガーン州デ・ラーウド郡ウィートマック村に生まれた。ドゥッラーニー部族連合ポーパルザイ部族のパシュトゥーン人である。1980年代にカンダハールで起きたソ連・アフガン戦争に参戦しアフガン・ムジャヒディーンとして主にパンジャウイ地区で、ソ連が支援するアフガン政府軍と戦った。その後、カンダハール州マイワンドで元司令官のムハンマド・オマルとともにイスラム神学校マドラサを運営した。欧米メディアによると、オマルとバラダルは2人姉妹との結婚による義兄弟である可能性がある。1994年には、オマルがアフガニスタン南部でターリバーンを創設するのに協力した。
ターリバーン統治時代（1996年～2001年）、バラダルは様々なポストに就任しており、ヘラート州とニームルーズ州の知事、および/またはアフガニスタン西部の軍団司令官であったと伝えられている。米国務省の未分類文書では、彼は元陸軍参謀副長および中央陸軍軍団（カーブル）の司令官とされているが、インターポールは彼がターリバーンの国防副大臣であったと報告している。

### アフガニスタン紛争 (2001年-2021年)
2001年9月11日の同時多発テロの後、アメリカはアフガニスタンに侵攻し、アフガニスタン内部の協力を得てターリバーンを退陣させた。バラダルはアメリカが支援する北部同盟と戦った。ニューズウィーク誌によれば、ターリバーンの防衛力が崩壊しつつあった2001年11月に「オートバイに飛び乗って、旧友（オマル）を山の中の安全な場所まで送った」という。ある話によれば、米国と連携したアフガニスタン軍が、同月にバラダルと他のターリバーン幹部を実際に捕らえたが、パキスタンの諜報機関が解放させたという。また、オランダ人記者のベット・ダムは、反ターリバーン勢力を作るためにアフガニスタンに入国したハーミド・カルザイの命を、バラダルが救ったという話を紹介している。
2001年12月のボン合意に基づいてアフガニスタン新政府が組織され、ハーミド・カルザイが暫定指導者、後にアフガニスタン大統領に就任し、バラダルは国際部隊や新政府の軍と戦うこととなった。2007年にヘルマンド州で殺害されたバラダルのライバル、ムッラー・ダードゥラーを含め、最初の侵攻から数年で多くの同僚のターリバーン幹部が殺された。バラダルは、最終的に指導者評議会、クエッタ・シューラを率いてターリバーンの事実上のリーダーとなり、隣国パキスタンから反乱を指揮した。気質的には「昔ながらのパシュトゥーンの部族長」、合意形成者として行動していると言われている。
軍事活動と並行して、バラダルは2004年と2009年に和平交渉の開始を試みていたと伝えられており、和平合意の交渉相手として重要人物と見られている。

### 2010年2月の逮捕
2010年2月8日朝、バラダルはパキスタン南部カラチ近郊で襲撃を受け逮捕された。米政府関係者は、この逮捕がターリバーンとの戦闘における「ターニングポイント」になると主張した。パキスタンが逮捕を確認したのは1週間以上経ってからであり、パキスタン当局のレフマーン・マリク内相は米パ共同作戦であることを否定した。他の情報筋は、この逮捕は幸運なアクシデントであり、米国から提供された情報に基づいた襲撃で他の人物と一緒に逮捕されたと示唆している。新聞「ドーン」のほか、パキスタンの報道機関でこの話は当初ほとんど無視された。
一部識者はバラダルの逮捕でパキスタンの立場が大きく変わったと見たが、パキスタンが交渉の席につくためにターリバーンとカルザイ政権との交渉をやめさせようとバラダルを逮捕したと主張する識者もいた。ターリバーンとカルザイ政府が合意した場合、パキスタンからアフガニスタンへの影響力を奪う可能性があるからである。
別の見解では、パキスタンのアシュファーク・パルヴェーズ・カヤーニー将軍が、一連のターリバーン幹部逮捕を利用して、11月に予定されていた自身の退任時期を延長しようと目論んでいたとされている。アメリカの政策立案者の間で自身の地位を高め、パキスタン政府に米国から退任を引き止めるよう圧力がかかるという論理である。

#### 余波
アフガニスタン政府はバラダルと秘密交渉を行っていたとされており、バラダルの逮捕はカルザイ大統領を激怒させたと言われている。パキスタンは正式に要請されればバラダルをアフガニスタンに引き渡すと繰り返し主張し、引き渡しが進行中だったが、2012年11月に予定されていたパキスタンによるターリバーン幹部釈放のリストからバラダルは明確に除外された。
バラダルの逮捕後、ムッラー・アブドゥル・カユム・ザキールがターリバーンの軍事指導者となった。2011年11月23日、バラダルを除く9人のターリバーン指導者が釈放された。

#### 釈放

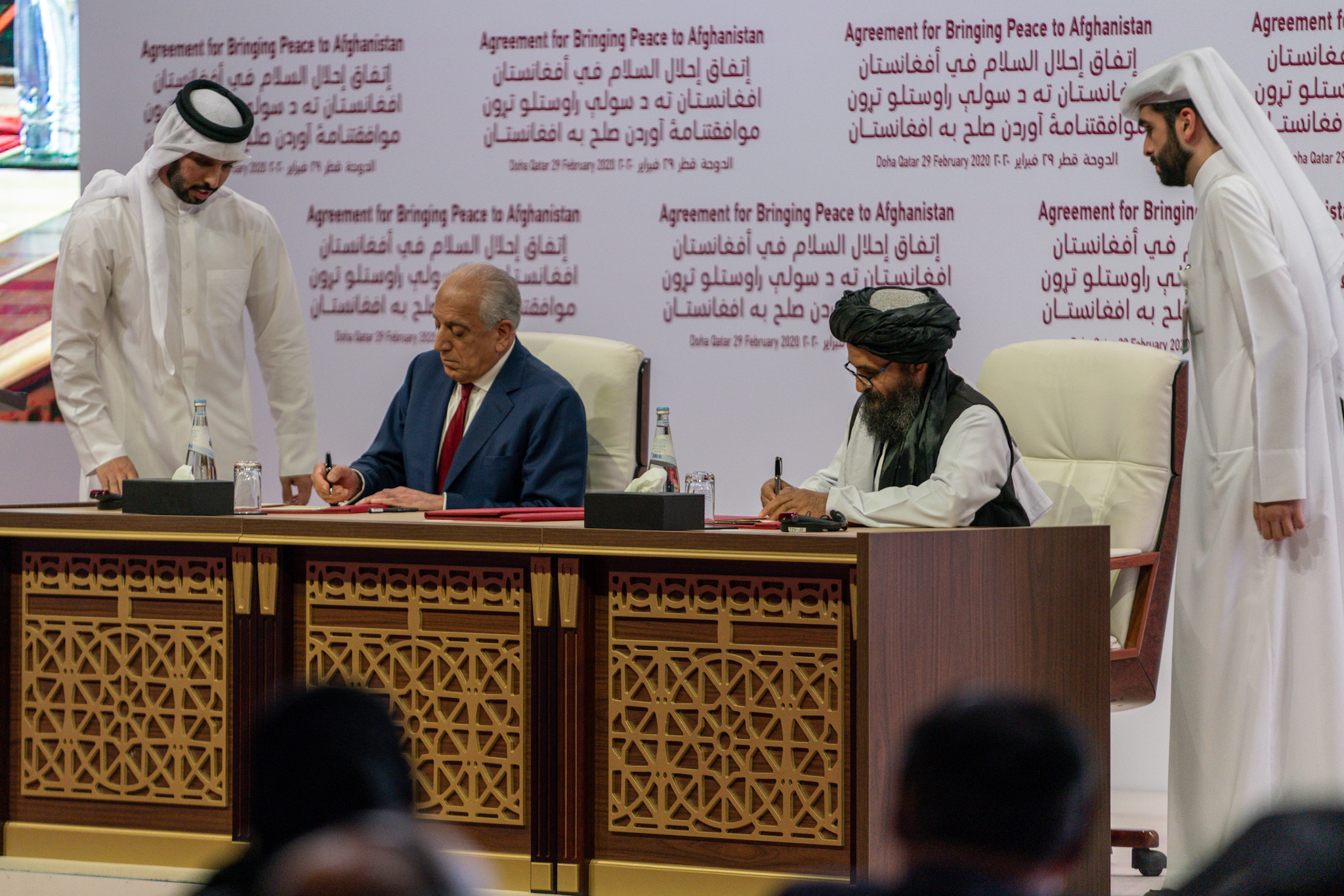
米国の代表ザルメイ・ハリルザド（左）とバラダル（右）は、2020年2月29日にカタールのドーハでアフガニスタン和平協定に署名

2018年10月25日、ターリバーンはパキスタンがムッラー・バラダルを釈放したことを確認した。バラダルはその後、カタールのドーハにあるターリバーン外交事務所の責任者に任命された。ワシントン特使のザルメイ・ハリルザドは、バラダルは米国の要請で釈放されたと主張した。
2020年2月、バラダルはターリバーンを代表してアフガニスタンからの米軍撤退に関する協定（ドーハ合意）に署名した。同年3月3日には、トランプ大統領と電話会談を行い、ターリバーン幹部として初めてアメリカ大統領と公に接触した人物となった。
しかし2021年3月、バイデン大統領は、協定で求められた5月1日までにアフガニスタンからすべての米軍を撤退させることは「厳しい」と述べた。

### 2021年のターリバーン復権
2021年5月よりアメリカ軍がアフガニスタンからの撤退を本格化させたことでターリバーンは攻勢に転じ、8月15日にはカーブルを陥落させ全土を制圧した後、バラダルはカタールのドーハから勝利宣言のビデオメッセージを発表し、8月17日にはアフガニスタン帰国を果たした。バラダルがアフガニスタン大統領になるのではないかとも推測されている。
8月23日、極秘裏にカーブル入りしたバーンズCIA長官と会談したことが報じられる。会談内容は明らかにされていないが、新政権発足後もアメリカとの窓口役を果たしている姿を見せた。
9月7日にターリバーンは暫定政権の閣僚を発表し、バラダルは副首相に就任した。

## 対中関係

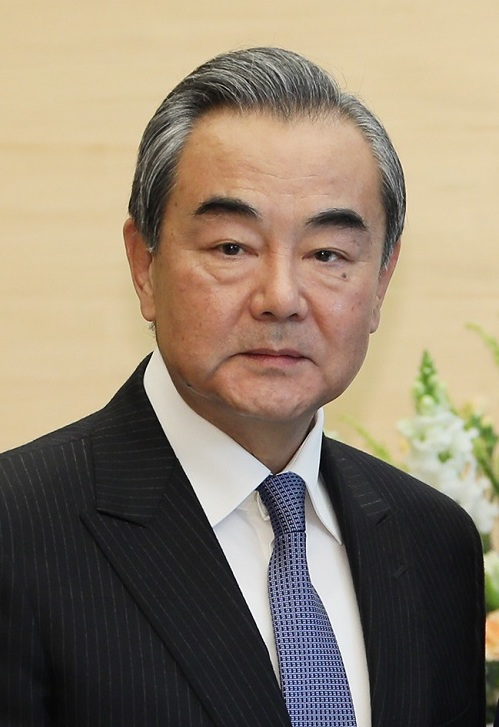
ターリバーンと会談した中国外相の王毅

2021年7月、ターリバーンの代表団が訪中し、外相の王毅と会談。王毅と会談したアブドゥル・ガニ・バラダルは、「中国はアフガン人民が信頼できる友人だ」と述べた。